# F903iBSC
FOMA F903iBSC（フォーマ・エフ きゅう まる さん アイ ビー エス シー）は、富士通が開発した、NTTドコモの第三世代携帯電話 (FOMA) 端末製品である。

## 概要
情報漏洩対策及び業務外利用対策を重視する法人向けとして、F903iをベースにカメラなど各種機能を撤去したモデルである。法人専用モデルのため、個人での購入はできない。「BSC」はBusiness Seculityの略。F903iから撤去されたものは次のとおり。
- カメラ
テレビ電話は発着信ともに不可。
- 外部メモリースロット
- 赤外線通信機能
- Felica
- データ通信
- 3Gローミング
- ミュージックプレーヤー機能
- iアプリのプリインストール

また、電話帳の登録件数は最大101件に制限されている。
セキュリティ面ではF903iにも搭載されている指紋認証に加え、閉じるだけでロック状態にすることもできる。さらに紛失対策として遠隔データ初期化機能もある（別途保守契約などが必要）。

## 歴史
- 2007年1月22日 - 技術基準適合証明 (TELEC) 通過
- 2007年2月15日 - 電気通信端末機器審査協会 (JATE)通過
- 2007年3月14日 - 開発を発表。
- 2007年3月19日 - 発売開始